# فتاة ويندآب
فتاة ويندآب هي رواية خيال علمي للكاتب باولو باسيغالوبي نشرت في 2009م، فاز الكتاب بجائزة نيبولا في 2010م.